# Samuel Leeper Devine
Samuel Leeper Devine (ur. 21 grudnia 1915, zm. 27 czerwca 1997) – amerykański polityk związany z Partią Republikańską. W latach 1959–1981 przez jedenaście kolejnych kadencji Kongresu Stanów Zjednoczonych był przedstawicielem dwunastego okręgu wyborczego w stanie Ohio w Izbie Reprezentantów Stanów Zjednoczonych.